# Erregungsleitungssystem

Erregungsleitungssystem
1. Sinusknoten
2. Bachmann-Bündel
3. Vordere internodale Bahn
4. Mittlere internodale Bahn
5. Hintere internodale Bahn
6. Atrioventrikularknoten
7. His-Bündel
8. Rechter Tawara-Schenkel
9. Linker Tawara-Schenkel
10. Linksposteriorer Faszikel
11. Linksanteriorer Faszikel
12. Purkinje-Fasern

Das Erregungsleitungssystem des Herzens ist ein Teil des Herzmuskels (Myokard), der die elektrischen Impulse weiterleitet, die die Pumptätigkeit des Herzens regulieren. Der andere Teil des Myokards ist das Arbeitsmyokard, das für die eigentliche Kontraktion sorgt. Dabei wird der Grundrhythmus dieser Impulse durch das Erregungsbildungssystem ohne äußere Einflüsse erzeugt (Herzautomatismus). Das Erregungsleitungssystem besteht nicht etwa aus Nerven-, sondern aus spezialisierten Herzmuskelzellen (Kardiomyozyten).

## Erregungsbildungssystem
Als primärer Schrittmacher des Herzens dient der Sinusknoten. Er erzeugt elektrische Impulse. Aufgrund der Lage des Sinusknotens in der Wand des rechten Vorhofes an der Einmündungsstelle der oberen Hohlvene geht die elektrische Erregung und somit auch die Kontraktion der Muskelzellen vom rechten Vorhof aus. Pro Minute gehen vom Sinusknoten etwa 60 bis 80 Erregungen aus.
Der sekundäre Schrittmacher des Herzens ist der Atrioventrikularknoten oder kurz AV-Knoten. Im Falle eines Ausfalls des Sinusknotens kann der AV-Knoten die Impulsgebung als sekundärer Schrittmacher übernehmen (Ersatzrhythmus). Der AV-Knoten selbst kann 40 bis 50 Erregungen pro Minute „erzeugen“. Da diese Frequenz jedoch im gesunden Herzen von der des Sinusknotens übertroffen wird, kommt seine Schrittmachertätigkeit nicht zum Einsatz. Bei einem sogenannten AV-Block, bei dem die Überleitung durch den AV-Knoten teilweise oder ganz gestört ist, fungiert der AV-Knoten als Schrittmacher des Herzens.
Prinzipiell besitzt jede Herzmuskelzelle die Möglichkeit zur Erregungsbildung (Autonomie).

## Erregungsleitungssystem
Die Erregungen werden vom His-Purkinje-System weitergeleitet. Zunächst gelangen sie vom AV-Knoten weiter bis zum His-Bündel (nach Wilhelm His). Auch das His-Bündel hat einen Eigenrhythmus und kann 20 bis 30 Erregungen pro Minute initialisieren. Somit kann das His-Bündel als tertiärer Schrittmacher des Herzens eine Backup-Funktion für den AV-Knoten übernehmen.
Der gemeinsame Stamm des His-Bündels (Truncus fasciculi atrioventricularis) teilt sich in drei „Äste“ auf: In zwei linke und einen rechten Tawara-Schenkel (nach Sunao Tawara). Ist die Erregungsleitung in einem der Schenkel verzögert oder unterbrochen, spricht man von einem Schenkelblock (Rechts- oder Linksschenkelblock). An der Herzspitze teilen sich die Schenkel weiter in Purkinje-Fasern oder Myofibrae conducentes Purkinjienses (Singular Myofibra conducens Purkinjiensis; nach Jan Evangelista Purkinje) auf, welche die letzten Leitstrecken des Erregungsleitungssystems darstellen und in Kontakt mit den Herzmuskelfasern der Arbeitsmuskulatur treten. In den Zellen der Purkinje-Fasern sind die reichen Glykogenvorkommen erwähnenswert. Zudem lassen sich unter der Zellmembran einige wenige Muskelfibrillen nachweisen.
Das Erregungsleitungssystem wird vom Herzskelett elektrisch isoliert, sodass der Atrioventrikularknoten physiologisch der einzige Übergangspunkt der elektrischen Impulse zwischen Vorhof und Kammer ist.

## Pathologie
Das Erregungsleitungssystem kann von verschiedenen Krankheitsmechanismen befallen sein. Dabei kann es zu einer kreisenden Erregung aufgrund zusätzlicher Erregungsleitungsbahnen kommen, die in einem gesunden Herzen nicht vorhanden sind. Dieses Beispiel ist der pathologische Mechanismus des Wolff-Parkinson-White-Syndroms. Bei einer AV-Knoten-Reentrytachykardie liegt in der Regel eine zusätzliche elektrische Bahn vor, die neben der Weiterleitung in die Kammer dafür sorgt, dass der elektrische Impuls eine Schleife durch den Vorhof dreht und den AV-Knoten dadurch sehr zeitnah erneut erregt, wodurch es zu einer Tachykardie kommt.

## Geschichte
Die  Purkinje-Fasern wurden 1839 entdeckt. Erste wegbereitende Arbeiten über das Reizleitungssystem des Herzens schufen Walter Holbrook Gaskell (1883), Wilhelm His und Albert Frank Stanley Kent (1893) sowie Sunao Tawara (1906).